# Meioneta officiosa
Meioneta officiosa là một loài nhện trong họ Linyphiidae.
Loài này thuộc chi Meioneta. Meioneta officiosa được miêu tả năm 1940 bởi Barrows.